# Why Korea?
Why Korea? é um filme-documentário em curta-metragem estadunidense de 1950 dirigido e escrito por Edmund Reek. Venceu o Oscar de melhor documentário de curta-metragem na edição de 1951.

## Elenco
- Joe King